# Cachoeiro de Itapemirim (distrito)
Sede ou Cachoeiro de Itapemirim é um distrito do município de Cachoeiro de Itapemirim, no Espírito Santo. O distrito possui  cerca de 160.558 habitantes e está situado na região sul do município.